# Manu (teosofia)

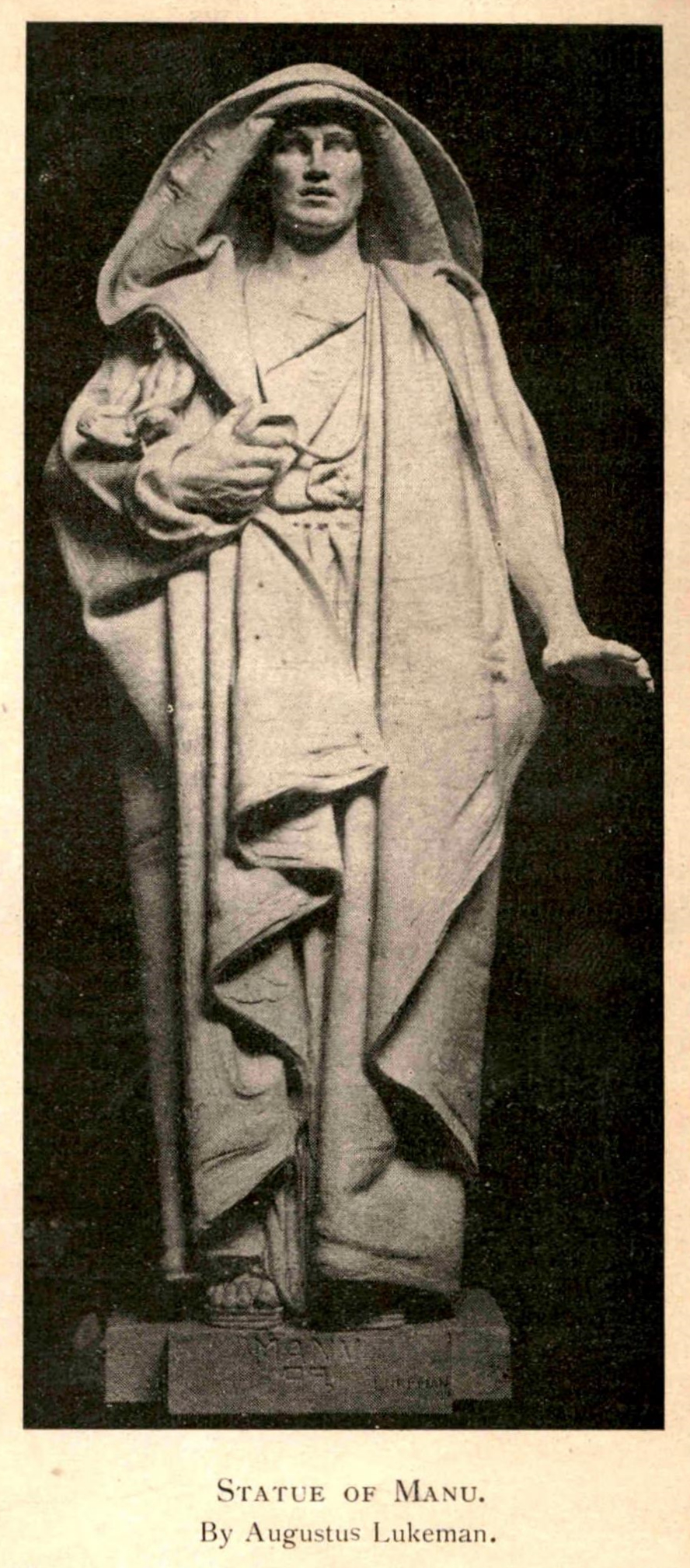
Scultura moderna del Manu.

Manu, in teosofia e nell'esoterismo, è un essere divino, un maestro di antica sapienza, identificato da René Guénon come il «Re del mondo», dotato di intelligenza cosmica e contrapposto all'oscuro «re di questo mondo».
Guénon vede in Manu una figura ricorrente in diverse religioni e resoconti spirituali, appartenente perciò alla tradizione integrale dell'umanità, a una sorta di dottrina universale: egli lo ritrova ad esempio nel Manu degli hindu, nel Menes degli Egizi, nel Menw dei Celti, nel Minosse dei Cretesi, nel Melchisedek ebraico.

## Induismo
Nell'induismo, Manu è il nome attribuito al progenitore dell'umanità, che riappare sulla terra all'inizio di ogni nuovo ciclo cosmico (manvantara) di cui si compone l'evoluzione del mondo. Le sue direttive impartite ai sette Rishi furono raccolte nel cosiddetto codice di Manu.

## Teosofia ed esoterismo
La figura di Manu ricorre negli insegnamenti della dottrina teosofica di inizio Novecento, secondo cui egli sarebbe il capostipite di ognuna delle diverse «razze-madri» che hanno popolato la Terra nel corso delle sue rispettive ere.
Ad esempio si sarebbe incarnato in un corpo particolarmente evoluto all'inizio dell'epoca atlantica, come progenitore della quarta razza umana (Chakshusha Manu), e all'inizio della quinta epoca terrestre, quella attuale, quale capostipite della razza-madre ariana (Vaivasvatu Manu).
Per Rudolf Steiner, Manu è il supremo iniziato che fu a guida dell'Oracolo Solare di Atlantide, e avrebbe condotto alcune anime superstiti di quell'antico popolo in Asia per fondare le civiltà post-atlantiche, dove avrebbe istruito sette uomini, i sette santi Rishi della civiltà indiana, intessendo nei loro corpi quelli di antichi capi atlantidei, «i quali a loro volta avevano ricevuto quei corpi dagli stessi Arcangeli», affinché recuperassero così la loro remota sapienza.
Dalla sua loggia madre dell'umanità, cioè dalla stirpe di Adamo, sarebbe provenuta l'individualità introdottasi nel bambino Gesù l'Emmanuele.